# リキエイカン
リキエイカンは、日本の競走馬。第20回阪神3歳ステークスと第61回天皇賞（春）の優勝馬。
- 当項目では馬齢については原則旧表記（数え）で表記する。

## 略歴

### 競走馬時代
高橋成忠を主戦騎手として、1968年に札幌競馬場でのデビュー戦を勝利後、条件特別戦を1勝して6戦2勝で臨んだ阪神3歳ステークスでは、のちの桜花賞馬ヒデコトブキやファインハピーなどを下して勝利した。
翌1969年、明け4歳となったリキエイカンはクラシック路線に向かったが、皐月賞では16着に大敗、日本ダービーでは4着となった。その後、休養をはさんで出走した札幌記念では、古馬勢を相手にマーチスの2着に健闘。京都杯を経て臨んだ菊花賞では、アカネテンリュウの2着に敗れたものの、その実力を示した。
1970年、明け5歳になったリキエイカンは、スワンステークスとオープン2勝の5戦3勝で、日本万国博覧会のために阪神競馬場で行われた天皇賞（春）に出走した。
レースでは、逃げた池江泰郎騎乗のホウウンを直線で捉え、追い込んできた野平祐二騎乗のフイニイを抑えて優勝し、アカネテンリュウ（5着）への雪辱も果たした。
しかし、このあとの戦績は芳しくなく、重賞競走での最高順位は1971年の函館記念と札幌記念の2着で、24戦してオープンの4勝のみに終わり、関西世代ナンバー1の地位は年度代表馬・トウメイに奪われる結果となった。途中、管理調教師であった柏谷富衛がばんだい号墜落事故で死去したため、橋田俊三厩舎に転厩するなどの不運な出来事もあった。

### 引退後
1972年に引退したあとは種牡馬となったが、活躍馬を出せなかったため、1980年にに廃用となり処分の危機に陥ったが、その噂を聞き付けた鮫川牧場の鮫川清一によって引き取られ、以後は産まれ故郷の鮫川牧場に戻って功労馬として大切に繋養された。
2001年7月2日、リキエイカンは老衰で死亡したが、このときの馬齢は35歳と2か月27日（35歳88日）であり、シンザンの最長寿記録である35歳3か月11日（35歳102日）にあと14日と迫る長寿であった。

## 血統表
| リキエイカンの血統（ネヴァーセイダイ系（ナスルーラ系） / Nearco 4x4x4=18.75%、 Man O'War 5x5=6.25%、 Blandford 5x5=6.25%） | リキエイカンの血統（ネヴァーセイダイ系（ナスルーラ系） / Nearco 4x4x4=18.75%、 Man O'War 5x5=6.25%、 Blandford 5x5=6.25%） | リキエイカンの血統（ネヴァーセイダイ系（ナスルーラ系） / Nearco 4x4x4=18.75%、 Man O'War 5x5=6.25%、 Blandford 5x5=6.25%） | （血統表の出典）          | （血統表の出典） |
| 父 *ネヴァービート Never Beat 1960 栃栗毛 イギリス                                                                         | 父の父Never Say Die 1951 栗毛 アメリカ                                                                                     | Nasrullah | Nearco                    | Nearco           |
| 父 *ネヴァービート Never Beat 1960 栃栗毛 イギリス                                                                         | 父の父Never Say Die 1951 栗毛 アメリカ                                                                                     | Nasrullah | Mumtaz Begum              |                  |
| 父 *ネヴァービート Never Beat 1960 栃栗毛 イギリス                                                                         | 父の父Never Say Die 1951 栗毛 アメリカ                                                                                     | Singing Grass | War Admiral               | War Admiral      |
| 父 *ネヴァービート Never Beat 1960 栃栗毛 イギリス                                                                         | 父の父Never Say Die 1951 栗毛 アメリカ                                                                                     | Singing Grass | Boreale                   |                  |
| 父 *ネヴァービート Never Beat 1960 栃栗毛 イギリス                                                                         | 父の母Bride Elect 1952 黒鹿毛 イギリス                                                                                     | Big Game | Bahram                    | Bahram           |
| 父 *ネヴァービート Never Beat 1960 栃栗毛 イギリス                                                                         | 父の母Bride Elect 1952 黒鹿毛 イギリス                                                                                     | Big Game | Myrobella                 |                  |
| 父 *ネヴァービート Never Beat 1960 栃栗毛 イギリス                                                                         | 父の母Bride Elect 1952 黒鹿毛 イギリス                                                                                     | Netherton Maid | Nearco                    | Nearco           |
| 父 *ネヴァービート Never Beat 1960 栃栗毛 イギリス                                                                         | 父の母Bride Elect 1952 黒鹿毛 イギリス                                                                                     | Netherton Maid | Phase                     |                  |
| 母 モンテホープ 1960 鹿毛 日本                                                                                             | 母の父*ライジングフレーム Rising Flame 1947 黒鹿毛 アイルランド                                                            | The Phoenix | Chateau Bouscaut          | Chateau Bouscaut |
| 母 モンテホープ 1960 鹿毛 日本                                                                                             | 母の父*ライジングフレーム Rising Flame 1947 黒鹿毛 アイルランド                                                            | The Phoenix | Fille de Poete            |                  |
| 母 モンテホープ 1960 鹿毛 日本                                                                                             | 母の父*ライジングフレーム Rising Flame 1947 黒鹿毛 アイルランド                                                            | Admirable | Nearco                    | Nearco           |
| 母 モンテホープ 1960 鹿毛 日本                                                                                             | 母の父*ライジングフレーム Rising Flame 1947 黒鹿毛 アイルランド                                                            | Admirable | Silvia                    |                  |
| 母 モンテホープ 1960 鹿毛 日本                                                                                             | 母の母トサモアー 1953 鹿毛 日本                                                                                            | トサミドリ | *プリメロ                 | *プリメロ        |
| 母 モンテホープ 1960 鹿毛 日本                                                                                             | 母の母トサモアー 1953 鹿毛 日本                                                                                            | トサミドリ | *フリツパンシー           |                  |
| 母 モンテホープ 1960 鹿毛 日本                                                                                             | 母の母トサモアー 1953 鹿毛 日本                                                                                            | 第三スターリングモア | 月友                      | 月友             |
| 母 モンテホープ 1960 鹿毛 日本                                                                                             | 母の母トサモアー 1953 鹿毛 日本                                                                                            | 第三スターリングモア | スターリングモア F-No.3-l |                  |

- 甥にスズカコバン（宝塚記念）がいる。
- 牝系は名門のフロリースカツプ系。